# Maurice Pelling
Maurice Pelling (Romford, 1920 – Dénia, 7 giugno 1973) è stato uno scenografo statunitense.

## Filmografia parziale
- Mare di sabbia (Sea of Sand), regia di Guy Green (1958)
- Cleopatra, regia di Joseph L. Mankiewicz (1963)
- Agente 007 - Missione Goldfinger (Goldfinger), regia di Guy Hamilton (1964)
- Il cerchio di sangue (Berserk), regia di Jim O'Connolly (1967)
- I sette senza gloria (Play Dirty), regia di André De Toth (1969)
- All'ombra delle piramidi (Antony and Cleopatra), regia di Charlton Heston (1972)